# 진주난봉가
진주난봉가는 경상남도 진주시 지역에서 전해오는 민요이다.

## 개요
임동권이 쓴 『한국민요집』IV에 채록되어 있으며, 1996년에 박이정이라는 출판사에서 간행한 『시집살이 노래연구』에도 약간 다른 가사로 정리되어 있다.
가난한 집에서 시집살이를 하는 여인의 남편이 기생을 첩으로 데려와 아내를 외면하자 여인은 목을 매 죽고, 죽은 아내를 보고서야 남편이 후회한다는 내용이다.

## 가사
울도 담도 없는 집에 시집 삼 년을 살고 나니,
시어머님 하시는 말씀, 아가 아가 메느리 아가,
진주 낭군을 볼라거든 진주 남강에 빨래를 가게.
진주 남강에 빨래를 가니 물도나 좋고 돌도나 좋고.
이리야 철석 저리야 철석 어절철석 씻고나 나니.
하날 겉은 갖을 씨고 구름 같은 말을 타고 못 본 체로 지내가네.
껌둥빨래 껌께나 씻고 흰 빨래는 희게나 씨여.
집에라고 돌아오니 시어머님 하시 말씀,
아가 아가 메느리 아가, 진주 낭군을 볼라그덩,
건너방에 건너나 가서 사랑문을 열고나 바라.
건너방에 건너가 가서 사랑문을 열고나 보니,
오색 가지 안주를 놓고 기생 첩을 옆에나 기고 희희낙낙하는구나.
건너방에 건너나 와서 석 자 시 치 멩지 수건 목을 매여서내 죽었네.
진주 낭군 버선발로 뛰어나와,
첩으야 정은 삼 년이고 본처야 정은 백 년이라.
아이고 답답 웬일이고.
-------------------------------------
다른 버젼:
울도 담도 없는 집에 시집 간지 삼년 만에
시어머니 하시는 말씀 "애야 아가 메느리 아가,
진주 낭군 오실때에 진주 남강에 빨래를 가라."
진주 남강에 빨래를 가니 물도 좋고 돌도나 좋아
오동 동동 빨래를 하니 난데없는 발자국 소리
자부둥 자부둥 나는구나
옆눈으로 흘끗보니 하늘같은 갓을 쓰고 구름같은 말을 타고 못본듯이 지나간다.
껌정빨래 검께씻어 흰빨래는 미께씻어
집에가고 돌아오니 시어머니 하시는 말씀 애야 아가 메느리 아가
진주 낭국 오셨으니 사랑방에 올라가라.
사랑방에 올라가니 오색가지 술을 놓고 기생첩을 옆에 끼고 건주가를 부르는구나
아랫방에 내려와서 아홉가지 약을 넣고 명주 석자 조각배에 목을 매여 죽었다네
진주 낭군 이말듣자, 버선발로 뛰어나와
"사랑 사랑 내사랑아 하루개 정은 석달이요 본첩 정은 백년인데
그 새를 못참고 죽었는가
어허 둥둥 내 사랑아"
출처 태기리 TGKang "엄마의 옛날 노래" https://www.youtube.com/watch?v=uF8W7PcDLoU